# Almendral
Almendral là một đô thị trong tỉnh Badajoz, Extremadura, Tây Ban Nha. Theo điều tra dân số 2004 (INE), đô thị này có dân số là 1352 người.